# Nieuwendammerdijk
De Nieuwendammerdijk is een dijk en straat in de wijk Nieuwendam van Amsterdam-Noord. Het voormalige dorp Nieuwendam lag als lintbebouwing langs de dijk. In de dijk ligt een oude sluis: de Nieuwendammersluis.
De Nieuwendammerdijk is het circa 1,8 km lange gedeelte van de Waterlandse Zeedijk dat in de voormalige gemeente Nieuwendam lag. Noordwestelijk heet deze voormalige zeedijk de Buiksloterdijk; oostelijk de Schellingwouderdijk.
Ten zuiden van de Nieuwendammerdijk ligt aan het IJ een groot, eigenlijk buitendijks, gebied, Nieuwendammerham. Ook ligt hier de kleinste polder van Nederland, de Sint Bernarduspolder.
Ter hoogte van huisnummer Nieuwendammerdijk 421 stond een onbestemd gebouwtje dat een meetstation bleek te bevatten. Op initiatief van een buurtbewoner werd dat in 2024/2025 onder architectuur vervangen door Luchtmeetstation Nieuwendammerdijk.

## Buseindpunt
Bij de Monnikendammerweg lag van 1957 tot 1966 het eindpunt van een drietal buslijnen. Het bleef nog lang als zodanig zichtbaar, het eilandperron kwam in gebruik als parkeerplaats. 